# Juxtaglomerulära apparaten
Juxtaglomerulära apparaten är ett system för blodtrycks- samt blodvolymsreglering i njurarna. Alla nefron i njurarna har en juxtaglomerulär apparat, som är lokaliserad till den del av nefronet vars distala tubuli står i kontakt med blodförsörjningen till njurarna (glomeruli).
Den juxtaglomerulära apparaten består av tre distinkta regioner:
- Macula densa
- Mesangieceller
- Granulära celler

Macula densa känner av urinens saltkoncentration medan mesangiecellerna överför information från macula densa till de granulära cellerna. Vid lågt blodtryck kommer de granulära cellerna att bilda renin och insöndra det till glomerulis afferenta arteriol, där det verkar blodtryckshöjande via omvandlandet av angiotensinogen till angiotensin I, vilket är de första stegen i renin-angiotensinsystemet.